# Smithia purpurea
Smithia purpurea es una especie de planta floral del género Smithia, categorizada en la tribu Dalbergieae, de la subfamilia Faboideae.
Es una pequeña hierba anual con un tallo erecto que crece hasta una altura de 0,5 a 1 pie (0,15 a 0,30 m) y tiene ramas extendidas. Las hojas son pinadas, folíolos con cerdas en la punta. Las flores de color púrpura, de aproximadamente 1 cm de ancho, se encuentran en racimos de 6 a 12 flores. El pétalo estándar tiene dos puntos blancos brillantes.

## Distribución
Especie nativa de Asia: India. Crece en el bioma tropical.

## Taxonomía
Fue descrita por William Jackson Hooker.
Tratamiento taxonómico
La especie aparece registrada y publicada en Botanical Magazine 73: t. 4283 (1847).